# Christoph Baumgartner
Christoph Baumgartner (Horn, 1º agosto 1999) è un calciatore austriaco, centrocampista del RB Lipsia e della nazionale austriaca.

## Caratteristiche tecniche
È un centrocampista abile nel giocare dietro le punte, dotato di un'ottima tecnica di dribbling che gli permette di superare l'avversario diretto nell'uno-contro-uno. Baumgartner è un trequartista molto offensivo, infatti oltre a usare il proprio gioco in fase di costruzione tramite le rifiniture, egli riesce a trovare anche la conclusione calciando con il destro, il suo piede forte.

## Carriera

### Club

#### Hoffenheim
Cresciuto nelle giovanili del St. Pölten, nel 2017 è stato acquistato dall'Hoffenheim che lo ha aggregato alla seconda squadra. L'11 maggio 2019 debutta in prima squadra nella sconfitta per 1-0 contro il Werder Brema. Nella stagione 2019-2020 del campionato tedesco segna la sua prima rete nella massima divisione tedesca con il gol del 2-0 battendo l'Union Berlin, segna persino una doppietta sconfiggendo per 3-1 il Colonia. Durante l'Europa League segna un gol sia contro il Stella Rossa che contro lo Slovan Liberec vincendo per 2-0 entrambi i match. Nella stagione 2020-2021 segna un gol sconfiggendo per 4-0 il Werder Brema, un'altra rete la segna battendo per 3-0 il Colonia, sigla un gol prevalendo per 2-1 contro il Wolfsburg infine è autore di una rete nella vittoria per 4-2 in rimonta contro lo Schalke 04. Nella stagione successiva segna un gol sia contro il Wolfsburg vincendo per 3-1 che contro il Colonia imponendosi per 5-0, inoltre la doppietta da lui realizzata consegna la vittoria su 2-1 contro lo Stoccarda. Nella sua ultima stagione con l'Hoffenheim segna un gol battendo per 3-2 il Bochum, un'altra rete la segna sconfiggendo per 3-0 il Bayer Leverkusen, sigla un gol nella vittoria per 2-1 contro il Werder Brema, l'ultima rete riesce a realizzarla vincendo per 3-1 contro l'Eintracht Francoforte.

#### RB Lipsia
Il 23 giugno 2023 viene acquistato a titolo definitivo dal RB Lipsia per 24 milioni di euro. Segna il gol del 6-0 battendo il Colonia, sigla la rete del 3-1 sconfiggendo il Friburgo, è autore del gol del 2-0 vincendo ai danni del Darmstadt e segna la rete del 4-1 battendo il Borussia Dortmund.

### Nazionale
Con la nazionale austriaca Under-21 ha preso parte a due incontri di qualificazione al Campionato europeo di calcio Under-21 2019.
Il 4 settembre 2020 debutta in nazionale maggiore nel successo per 2-1 contro la Norvegia in UEFA Nations League. Tre giorni dopo invece realizza la sua prima rete con la selezione austriaca nella sconfitta per 3-2 contro la Romania. Convocato per Euro 2020, scende in campo da titolare in occasione delle quattro partite giocate dalla selezione austriaca e il 21 giugno 2021 realizza il gol del decisivo 1-0 contro l'Ucraina che consente agli austriaci di qualificarsi agli ottavi da secondi.
Il 21 novembre 2023 con un gol e un assist vincente decide la vittoria per 2-0 in amichevole contro al Germania, il 23 marzo 2024, in occasione un'altra amichevole vinta sempre 2-0 in casa contro la Slovacchia, realizza, dopo soli 6 secondi, il gol più veloce nella storia del calcio internazionale.
Convocato per l'Europeo 2024 segna un gol sconfiggendo per 3-1 la Polonia, inoltre grazie a un suo assist il suo compagno di squadra Marcel Sabitzer segna la rete del 3-2 battendo i Paesi Bassi.

## Statistiche

### Presenze e reti nei club
Statistiche aggiornate al 22 gennaio 2025
| Stagione          | Club              | Campionato        | Campionato | Campionato | Coppe nazionali | Coppe nazionali | Coppe nazionali | Coppe continentali | Coppe continentali | Coppe continentali | Altre coppe | Altre coppe | Altre coppe | Totale | Totale |
| Stagione          | Club              | Comp              | Pres       | Reti       | Comp            | Pres            | Reti            | Comp               | Pres               | Reti               | Comp        | Pres        | Reti        | Pres   | Reti   |
| ----------------- | ----------------- | ----------------- | ---------- | ---------- | --------------- | --------------- | --------------- | ------------------ | ------------------ | ------------------ | ----------- | ----------- | ----------- | ------ | ------ |
| 2018-2019         | Hoffenheim        | BL                | 2          | 0          | CG              | 0               | 0               | -                  | -                  | -                  | -           | -           | -           | 2      | 0      |
| 2019-2020         | Hoffenheim        | BL                | 26         | 7          | CG              | 2               | 0               | -                  | -                  | -                  | -           | -           | -           | 28     | 7      |
| 2020-2021         | Hoffenheim        | BL                | 31         | 6          | CG              | 2               | 0               | UEL                | 8                  | 3                  | -           | -           | -           | 41     | 9      |
| 2021-2022         | Hoffenheim        | BL                | 29         | 7          | CG              | 2               | 0               | -                  | -                  | -                  | -           | -           | -           | 31     | 7      |
| 2022-2023         | Hoffenheim        | BL                | 33         | 7          | CG              | 3               | 0               | -                  | -                  | -                  |             | -           | -           | 36     | 7      |
| Totale Hoffenheim | Totale Hoffenheim | Totale Hoffenheim | 121        | 27         |                 | 9               | 0               |                    | 8                  | 3                  |             | -           | -           | 138    | 30     |
| 2023-2024         | RB Lipsia         | BL                | 32         | 5          | CG              | 2               | 0               | UCL                | 6                  | 0                  | SG          | 0           | 0           | 40     | 5      |
| 2024-2025         | RB Lipsia         | BL                | 19         | 2          | CG              | 2               | 1               | UCL                | 7                  | 2                  | -           | -           | -           | 28     | 5      |
| Totale Lipsia     | Totale Lipsia     | Totale Lipsia     | 51         | 7          |                 | 4               | 1               |                    | 13                 | 2                  |             | 0           | 0           | 68     | 10     |
| Totale carriera   | Totale carriera   | Totale carriera   | 167        | 34         |                 | 13              | 1               |                    | 18                 | 4                  |             | -           | -           | 198    | 39     |

### Cronologia presenze e reti in nazionale
| Cronologia completa delle presenze e delle reti in nazionale ― Austria | Cronologia completa delle presenze e delle reti in nazionale ― Austria | Cronologia completa delle presenze e delle reti in nazionale ― Austria | Cronologia completa delle presenze e delle reti in nazionale ― Austria | Cronologia completa delle presenze e delle reti in nazionale ― Austria | Cronologia completa delle presenze e delle reti in nazionale ― Austria | Cronologia completa delle presenze e delle reti in nazionale ― Austria | Cronologia completa delle presenze e delle reti in nazionale ― Austria |
| Data                                                                   | Città                                                                  | In casa                                                                | Risultato                                                              | Ospiti                                                                 | Competizione                                                           | Reti                                                                   | Note                                                                   |
| ---------------------------------------------------------------------- | ---------------------------------------------------------------------- | ---------------------------------------------------------------------- | ---------------------------------------------------------------------- | ---------------------------------------------------------------------- | ---------------------------------------------------------------------- | ---------------------------------------------------------------------- | ---------------------------------------------------------------------- |
| 4-9-2020                                                               | Oslo                                                                   | Norvegia                                                               | 1 – 2                                                                  | Austria                                                                | UEFA Nations League 2020-2021 - 1º turno                               | -                                                                      | 86’                                                                    |
| 7-9-2020                                                               | Vienna                                                                 | Austria                                                                | 2 – 3                                                                  | Romania                                                                | UEFA Nations League 2020-2021 - 1º turno                               | 1                                                                      |                                                                        |
| 7-10-2020                                                              | Klagenfurt am Wörthersee                                               | Austria                                                                | 2 – 1                                                                  | Grecia                                                                 | Amichevole                                                             | 1                                                                      | 46’                                                                    |
| 11-10-2020                                                             | Belfast                                                                | Irlanda del Nord                                                       | 0 – 1                                                                  | Austria                                                                | UEFA Nations League 2020-2021 - 1º turno                               | -                                                                      |                                                                        |
| 14-10-2020                                                             | Ploiești                                                               | Romania                                                                | 0 – 1                                                                  | Austria                                                                | UEFA Nations League 2020-2021 - 1º turno                               | -                                                                      | 55’                                                                    |
| 25-3-2021                                                              | Glasgow                                                                | Scozia                                                                 | 2 – 2                                                                  | Austria                                                                | Qual. Mondiali 2022                                                    | -                                                                      |                                                                        |
| 28-3-2021                                                              | Vienna                                                                 | Austria                                                                | 3 – 1                                                                  | Fær Øer                                                                | Qual. Mondiali 2022                                                    | 1                                                                      | 76’                                                                    |
| 31-3-2021                                                              | Vienna                                                                 | Austria                                                                | 0 – 4                                                                  | Danimarca                                                              | Qual. Mondiali 2022                                                    | -                                                                      |                                                                        |
| 2-6-2021                                                               | Middlesbrough                                                          | Inghilterra                                                            | 1 – 0                                                                  | Austria                                                                | Amichevole                                                             | -                                                                      | 62’                                                                    |
| 6-6-2021                                                               | Vienna                                                                 | Austria                                                                | 0 – 0                                                                  | Slovacchia                                                             | Amichevole                                                             | -                                                                      | 54’                                                                    |
| 13-6-2021                                                              | Bucarest                                                               | Austria                                                                | 3 – 1                                                                  | Macedonia del Nord                                                     | Euro 2020 - 1º turno                                                   | -                                                                      | 58’                                                                    |
| 17-6-2021                                                              | Amsterdam                                                              | Paesi Bassi                                                            | 2 – 0                                                                  | Austria                                                                | Euro 2020 - 1º turno                                                   | -                                                                      | 70’                                                                    |
| 21-6-2021                                                              | Bucarest                                                               | Ucraina                                                                | 0 – 1                                                                  | Austria                                                                | Euro 2020 - 1º turno                                                   | 1                                                                      | 33’                                                                    |
| 26-6-2021                                                              | Londra                                                                 | Italia                                                                 | 2 – 1 dts                                                              | Austria                                                                | Euro 2020 - Ottavi di finale                                           | -                                                                      | 90’                                                                    |
| 1-9-2021                                                               | Chișinău                                                               | Moldavia                                                               | 0 – 2                                                                  | Austria                                                                | Qual. Mondiali 2022                                                    | 1                                                                      | 83’                                                                    |
| 4-9-2021                                                               | Haifa                                                                  | Israele                                                                | 5 – 2                                                                  | Austria                                                                | Qual. Mondiali 2022                                                    | 1                                                                      | 69’                                                                    |
| 7-9-2021                                                               | Vienna                                                                 | Austria                                                                | 0 – 1                                                                  | Scozia                                                                 | Qual. Mondiali 2022                                                    | -                                                                      |                                                                        |
| 24-3-2022                                                              | Cardiff                                                                | Galles                                                                 | 2 – 1                                                                  | Austria                                                                | Qual. Mondiali 2022                                                    | -                                                                      | 24’ 77’                                                                |
| 29-3-2022                                                              | Vienna                                                                 | Austria                                                                | 2 – 2                                                                  | Scozia                                                                 | Amichevole                                                             | -                                                                      | 59’                                                                    |
| 3-6-2022                                                               | Osijek                                                                 | Croazia                                                                | 0 – 3                                                                  | Austria                                                                | UEFA Nations League 2022-2023 - 1º turno                               | -                                                                      | 72’                                                                    |
| 6-6-2022                                                               | Vienna                                                                 | Austria                                                                | 1 – 2                                                                  | Danimarca                                                              | UEFA Nations League 2022-2023 - 1º turno                               | -                                                                      | 46’                                                                    |
| 22-9-2022                                                              | Saint-Denis                                                            | Francia                                                                | 2 – 0                                                                  | Austria                                                                | UEFA Nations League 2022-2023 - 1º turno                               | -                                                                      | 64’                                                                    |
| 25-9-2022                                                              | Vienna                                                                 | Austria                                                                | 1 – 3                                                                  | Croazia                                                                | UEFA Nations League 2022-2023 - 1º turno                               | 1                                                                      | 82’                                                                    |
| 16-11-2022                                                             | Malaga                                                                 | Andorra                                                                | 0 – 1                                                                  | Austria                                                                | Amichevole                                                             | -                                                                      | 46’                                                                    |
| 20-11-2022                                                             | Vienna                                                                 | Austria                                                                | 2 – 0                                                                  | Italia                                                                 | Amichevole                                                             | -                                                                      | 81’                                                                    |
| 24-3-2023                                                              | Linz                                                                   | Austria                                                                | 4 – 1                                                                  | Azerbaigian                                                            | Qual. Euro 2024                                                        | 1                                                                      |                                                                        |
| 27-3-2023                                                              | Linz                                                                   | Austria                                                                | 2 – 1                                                                  | Estonia                                                                | Qual. Euro 2024                                                        | -                                                                      | 90+2’                                                                  |
| 17-6-2023                                                              | Bruxelles                                                              | Belgio                                                                 | 1 – 1                                                                  | Austria                                                                | Qual. Euro 2024                                                        | -                                                                      |                                                                        |
| 20-6-2023                                                              | Vienna                                                                 | Austria                                                                | 2 – 0                                                                  | Svezia                                                                 | Qual. Euro 2024                                                        | 2                                                                      | 90+1’                                                                  |
| 7-9-2023                                                               | Linz                                                                   | Austria                                                                | 1 – 1                                                                  | Moldavia                                                               | Amichevole                                                             | -                                                                      | 46’                                                                    |
| 13-10-2023                                                             | Vienna                                                                 | Austria                                                                | 2 – 3                                                                  | Belgio                                                                 | Qual. Euro 2024                                                        | -                                                                      | 66’                                                                    |
| 16-10-2023                                                             | Baku                                                                   | Azerbaigian                                                            | 0 – 1                                                                  | Austria                                                                | Qual. Euro 2024                                                        | -                                                                      | 46’ 53’                                                                |
| 16-11-2023                                                             | Tallinn                                                                | Estonia                                                                | 0 – 2                                                                  | Austria                                                                | Qual. Euro 2024                                                        | -                                                                      | 63’                                                                    |
| 21-11-2023                                                             | Vienna                                                                 | Austria                                                                | 2 – 0                                                                  | Germania                                                               | Amichevole                                                             | 1                                                                      | 81’                                                                    |
| 23-3-2024                                                              | Bratislava                                                             | Slovacchia                                                             | 0 – 2                                                                  | Austria                                                                | Amichevole                                                             | 1                                                                      | 70’                                                                    |
| 26-3-2024                                                              | Vienna                                                                 | Austria                                                                | 6 – 1                                                                  | Turchia                                                                | Amichevole                                                             | 1                                                                      | 82’                                                                    |
| 4-6-2024                                                               | Vienna                                                                 | Austria                                                                | 2 – 1                                                                  | Serbia                                                                 | Amichevole                                                             | 1                                                                      | 62’                                                                    |
| 8-6-2024                                                               | San Gallo                                                              | Svizzera                                                               | 1 – 1                                                                  | Austria                                                                | Amichevole                                                             | 1                                                                      | 46’                                                                    |
| 17-6-2024                                                              | Düsseldorf                                                             | Austria                                                                | 0 – 1                                                                  | Francia                                                                | Euro 2024 - 1º turno                                                   | -                                                                      | 79’                                                                    |
| 21-6-2024                                                              | Berlino                                                                | Polonia                                                                | 1 – 3                                                                  | Austria                                                                | Euro 2024 - 1º turno                                                   | 1                                                                      | 81’                                                                    |
| 25-6-2024                                                              | Berlino                                                                | Paesi Bassi                                                            | 2 – 3                                                                  | Austria                                                                | Euro 2024 - 1º turno                                                   | -                                                                      | 62’                                                                    |
| 2-7-2024                                                               | Lipsia                                                                 | Austria                                                                | 1 – 2                                                                  | Turchia                                                                | Euro 2024 - Ottavi di finale                                           | -                                                                      |                                                                        |
| 6-9-2024                                                               | Lubiana                                                                | Slovenia                                                               | 1 – 1                                                                  | Austria                                                                | UEFA Nations League 2024-2025 - 1º turno                               | -                                                                      | 46’                                                                    |
| 9-9-2024                                                               | Oslo                                                                   | Norvegia                                                               | 2 – 1                                                                  | Austria                                                                | UEFA Nations League 2024-2025 - 1º turno                               | -                                                                      | 68’                                                                    |
| 10-10-2024                                                             | Linz                                                                   | Austria                                                                | 4 – 0                                                                  | Kazakistan                                                             | UEFA Nations League 2024-2025 - 1º turno                               | 1                                                                      | 72’                                                                    |
| 13-10-2024                                                             | Linz                                                                   | Austria                                                                | 5 – 1                                                                  | Norvegia                                                               | UEFA Nations League 2024-2025 - 1º turno                               | -                                                                      | 84’                                                                    |
| 14-11-2024                                                             | Pavlodar                                                               | Kazakistan                                                             | 0 – 2                                                                  | Austria                                                                | UEFA Nations League 2024-2025 - 1º turno                               | 1                                                                      | 72’                                                                    |
| 17-11-2024                                                             | Vienna                                                                 | Austria                                                                | 1 – 1                                                                  | Slovenia                                                               | UEFA Nations League 2024-2025 - 1º turno                               | -                                                                      |                                                                        |
| 20-3-2025                                                              | Vienna                                                                 | Austria                                                                | 1 – 1                                                                  | Serbia                                                                 | UEFA Nations League 2024-2025 - Play-out                               | -                                                                      | 70’                                                                    |
| 7-6-2025                                                               | Vienna                                                                 | Austria                                                                | 2 – 1                                                                  | Romania                                                                | Qual. Mondiali 2026                                                    | -                                                                      | 81’                                                                    |
| 10-6-2025                                                              | Serravalle                                                             | San Marino                                                             | 0 – 4                                                                  | Austria                                                                | Qual. Mondiali 2026                                                    | 1                                                                      | 63’                                                                    |
| Totale                                                                 |                                                                        | Presenze                                                               | 51                                                                     |                                                                        | Reti                                                                   | 19                                                                     |                                                                        |